# 卢恰诺·布鲁诺
卢恰诺·布鲁诺（義大利語：Luciano Bruno，1963年5月23日—），意大利男子拳击运动员。他曾代表意大利参加1984年夏季奥林匹克运动会拳击比赛，获得男子沉量级铜牌。